# Acido pelargonico
L'acido pelargonico (nome IUPAC, acido nonanoico) è un acido carbossilico. È uno dei rari acidi grassi con numero dispari di atomi di carbonio con ampio utilizzo industriale. Nell'Unione europea se ne utilizza ogni anno dalle 1000 alle 10000 tonnellate.
A temperatura ambiente si presenta come un liquido oleoso incolore dall'odore tenue di cera. È un composto corrosivo.
Si trova in natura nelle piante Pelargonium, della famiglia delle Geraniaceae, da cui prende il nome comune e in altri estratti vegetali.
Può essere prodotto, assieme all'acido azelaico, per ozonolisi dell'acido oleico.
L'acido pelargonico è usato come intermedio per la produzione di erbicidi, solventi e lubrificanti e per la produzione di esteri utilizzati nell'industria dei profumi ed aromi.